# Peter Sarnak
Peter Clive Sarnak (ur. 18 grudnia 1953 w Johannesburgu) – amerykański matematyk pochodzący z Afryki Południowej, profesor na Uniwersytecie Princeton, również pracuje dla Institute for Advanced Study. Laureat Nagrody Shawa w dziedzinie matematyki za rok 2024.
W 1990 wygłosił wykład sekcyjny, a w 1998 wykład plenarny na Międzynarodowym Kongresie Matematyków.